# 特定ラジオマイク運用調整機構
一般社団法人特定ラジオマイク運用調整機構（とくていラジオマイクうんようちょうせいきこう、英: Specified Radio microphone User's Federation）は、特定ラジオマイクの利用者が設立した非営利団体である。
略称は特ラ機構。

## 概要
本機構の前身は、任意団体特定ラジオマイク利用者連盟（略称は特ラ連）である。
1989年（平成元年）に800MHz帯（770-806MHz）に特定ラジオマイクが制度化された。
特定ラジオマイクは、779-806MHzを使用するFPUと周波数帯を共用するため、放送事業者と使用場所の調整を図るのが必須となり、1990年（平成2年）に特定ラジオマイク利用者側の組織として結成されたものである。
放送事業者および特定ラジオマイク使用者同士の調整を図るための連絡表の窓口となるほか、陸上移動局の免許取得、運用調整距離の設定や多数のラジオマイクを使用する時の混信防止プログラムの提供などの技術支援、また増波要望の陳情、電気通信技術審議会や電波産業会などへの参加など特定ラジオマイク利用者を代表して活動してきた。
2011年（平成23年）、総務省告示周波数割当計画が改正

され、2012年（平成24年）より800MHz帯は、携帯電話の電気通信事業者に割り当てられることになり、特定ラジオマイクの使用はFPUともども2019年までとなった。
代替となるのは、テレビジョン放送周波数帯（470-714MHz）の内、放送に使用されていないもの（テレビホワイトスペース帯と呼ぶ。）と1200MHz帯（1240-1260MHz）である。
テレビホワイトスペース帯はエリア放送とも共用し優劣の関係は、
地上基幹放送 ＞ 特定ラジオマイク ＞ エリア放送
である。
また、1200MHz帯はFPUとも共用する。
つまり、周波数が変わっても放送事業者との使用場所の調整は必須である。
2012年（平成24年）には、携帯電話事業者の特定基地局開設計画が認定

され、特定基地局が773-803MHzを使用することとなった。
携帯電話事業者は、700MHz利用推進協会

を設立して特定ラジオマイクの新周波数帯への移行促進措置を開始し、この実施にも協力してきた。
このように、事業内容が社会的な重要性を増したことから法人化の機運も高まり、2014年（平成26年）に一般社団法人となった。
2015年（平成27年）からは　800MHz帯が携帯電話との共用を開始し、700MHz利用推進協会は周波数共用調整の窓口を開設した。
本機構は、特定ラジオマイク利用者を代表して対応し、携帯電話事業者とも運用調整を図る。

## 沿革
- 1989年（平成元年）11月　特定ラジオマイク制度化
- 1990年（平成2年）7月　特定ラジオマイク利用者連盟設立
- 1995年（平成7年）10月　特定ラジオマイク利用者連盟と日本放送協会、日本民間放送連盟により、「FPU・ラジオマイク運用連絡協議会」発足
  - 以後、中央協定が結ばれた後、全国31地区で結成
- 1999年（平成11年）7月　電波産業会入会
- 2013年（平成25年）会員数1000社を突破[4]
- 2014年（平成26年）4月	一般社団法人として設立
  - 特定ラジオマイク利用者連盟の事業一切を継承